# جميل بشير
جميل بشير موسيقي من العراق ولد في مدينة لعائلة بشير القس عزيز في الموصل 1921 وتعلم العود منذ صغره حيث كان والده يعزف على آلة العود إلى جانب كونه صانعا لها. وعند تأسيس معهد الموسيقى سنة 1936 كان الفنان جميل بشير ضمن الدورة الأولى حيث درس العود على يد المعلم الشريف محيي الدين حيدر وكان في نفس الوقت يدرس آلة الكمان على يد الموسيقار سانودو آلبو وقد كان متميزا في كلا الآلتين.
تخرج عام 1943 من قسم العود وعام 1946 من قسم الكمان وبدرجة امتياز وتعين في المعهد سنة 1943 لتدريس آلة العود ومساعدا لتدريس الكمان وهو في الصفوف المنتهية حيث قام بتدريس الكمان الشرقي وقد شغل رئاسة قسم الموسيقى والإنشاد.
استمر الفنان جميل بشير بدراسة التراث والمقامات العراقية والأنغام والإيقاعات العربية والعراقية مما أدى لظهور الأستاذ جميل بشير بهذا الشكل حافظا لتراث الموسيقى العربية والتركية ومؤديا على العود والكمان وبإجاده الموسيقى العراقية الصرفه التقليدية وقد أضاف التكنيك وسلامة ذوقه الموسيقي ورونق الحلية وخبرته المختزنه.
تميزت موسيقى جميل بشير بملامح عراقية صرفه وأصيله حيث كان كثير العطاء فقد كان مثال للفنان المثقف والمعلم البارع والمؤلف الباهر والعازف المتمكن المتقن على العود والكمان. والجدير بالذكر بأن أبرز طلبته كانوا أساتذه للموسيقى العراقية في بعده مثل أخاه منير بشير وغيره.
كان إنتاج جميل بشير كبيرا ومتنوعا فقد دون المقامات العراقية وعزفها على الكمان والعود وصاحب أغلب مطربي العراق العظام على آلة الكمان وسجل الكثير من القطع الموسيقية الكلاسيكية ومن مؤلفاته أيضا بعوده المتميز كذلك سجل الكثير من الأغاني العراقية والأغاني الكردية.
الأستاذ جميل بشير كان يؤلف ويغني باللغة الكردية وكان مؤديا بارعا ولكنه فضل الاستمرار في العزف متخليا عن الغناء وله بعض المؤلفات الموسيقية منها كتاب بعنوان ” العود وطريقة تدريسه ” 1961، وقد كان من جزئين كما لحن العديد من الأناشيد المدرسية وعمل في مجال الإذاعة والتلفزيون كرئيس للفرقة الموسيقية ورئيس للقسم الموسيقي. وقام بجولات فنية عديدة وسجل خلالها العديد من مؤلفاته لعدة إذاعات عربية وأجنبية وقد أقام فترة طويلة في الكويت مما أدى لتسجيل الكثير من أعماله على العود مثل سماعي نهاوند وسماعي ديوان “حسيني” وبنت الشمال وتقاسيم عراقية وسوريه وكويتية كذلك والعديد من الأغاني التراثية وملاعب النغم وكذلك بعض القطع الكلاسيكية على الكمان مثل سماعي محير ورقص الهوانم.
مما لاشك فيه بأن جميل بشير كان من أبرز من أثروا الموسيقى العربية وبهمة عالية وبدون توقف إلى ساعة وفاته وقد أثر في الكثير من الموسيقين من بعده فكان نقطة تحول بالنسبة لهم وبالنسبة لآلة العود كذلك.
توفي في 22 أيلول 1977 في لندن.

## مؤلفاته
- بشرف سيجاه
- سماعي ديوان وصبا ويكاه
- كابريس، أندلس، قيثارتي، همسات.
- لونجا فراق، ملاعب النغم، تأمل حيره
- رقصة جمانا، أيام زمان، صدفه، شارع الخليج.